# (33507) 1999 GT23
1999 GT23 (asteroide 33507) é um asteroide da cintura principal. Possui uma excentricidade de 0.14410210 e uma inclinação de 14.00829º.
Este asteroide foi descoberto no dia 6 de abril de 1999 por LINEAR em Socorro.